# Karl Kodat
Karl Kodat (* 10. Februar 1943 in Wien; † 29. Februar 2012) war ein österreichischer Fußballspieler, der von den 1960er- bis Anfang der 1980er-Jahre aktiv war.

## Karriere
Seine Laufbahn begann er beim Wiener Sportclub, über Alt-Ottakring kam er 1964 zum FK Austria Wien. 1967 wechselte er, nach einer Faustschlagaffäre, die ihm sechs Monate Sperre einbrachte und ihn bei der Klubführung in Ungnade brachte, für 150.000 Schilling (etwa 11.000 €) zu Austria Salzburg, wo er bis 1971 spielte. Er wechselte danach für 1,4 Millionen Schilling (etwa 100.000 €) zu Royal Antwerpen, dessen Mannschaft er bis 1977 angehörte und wo er heute noch zu den legendären Spielern zählt. Ausklingen ließ er seine Karriere wieder bei Austria Salzburg.
1971 spielte er fünf Partien im Dress der österreichischen Nationalmannschaft. Sein Debüt gab er am 4. April 1971 gegen Ungarn (0:2), als er in der 77. Minute eingewechselt wurde. Sein einziges Länderspieltor schoss er am 30. Mai beim 4:1-Sieg gegen Irland in Dublin.
Für Austria Salzburg bestritt er 143 Spiele und schoss 70 Tore.
In 71 Spielen für FK Austria Wien schoss er 47 Tore. Bei Royal Antwerpen bestritt er 233 Spiele und erzielte 115 Tore.